# Mangochi
Mangochi is een stad in Malawi en is de hoofdplaats van het gelijknamige district Mangochi. Mangochi telt naar schatting 55.000 inwoners. De plaats ligt aan het Malawimeer en aan de rivier Shire.
De stad werd in de jaren 1890 gesticht als Fort Johnston.
Mangochi is sinds 1973 de zetel van een rooms-katholiek bisdom.